# Gott ist nicht tot
Gott ist nicht tot (Originaltitel: God’s Not Dead) ist ein christliches Filmdrama aus den USA unter der Regie von Harold Cronk. In den Hauptrollen sind Kevin Sorbo, Shane Harper, David A. R. White und Dean Cain zu sehen. Der Film wurde am 21. März 2014 von Pure Flix Entertainment veröffentlicht.
Der Film wurde von Cary Solomon und Chuck Konzelman geschrieben und basiert auf Rice Broocks Buch God’s Not Dead: Evidence for God in an Age of Uncertainty (dt.: Gott ist nicht tot: Beweis für Gott in einem Zeitalter der Unsicherheit). Er zeigt einen christlichen Collegestudenten, dessen Glaube durch einen Philosophieprofessor, der Gott zu einer vorwissenschaftlichen Fiktion erklärt, herausgefordert wird. Der Film erhielt größtenteils negative Bewertungen, hat aber über 62 Millionen US-Dollar bei einem Budget von 2 Millionen US-Dollar eingebracht.
2016 folgte die Fortsetzung God’s Not Dead 2 (Gott ist nicht tot 2), 2018 God’s Not Dead: A Light in Darkness (Gott ist nicht tot: Ein Licht in der Dunkelheit) und God's Not Dead: We the People (Gott ist nicht tot 4 – Wir sind das Volk).

## Handlung
Josh Wheaton, ein evangelikaler Collegestudent, schreibt sich in einen Philosophie-Kurs ein, der von Professor Jeffrey Radisson unterrichtet wird, einem Atheisten, der seine Studenten dazu auffordert, die Aussage „Gott ist tot“ zu unterschreiben, um zu bestehen. Josh ist der einzige Student, der sich weigert, die Aussage zu unterschreiben. Radisson fordert Josh dazu auf, mit ihm über das Thema zu debattieren, lässt es aber zu, die Klasse den Gewinner entscheiden zu lassen. Joshs Freundin Kara verlangt von Josh, entweder das Statement „Gott ist tot“ (Zitat von Friedrich Nietzsche) zu unterschreiben oder den Kurs zu verlassen, weil es ihre akademische Zukunft gefährden wird, wenn er sich Radisson stellt. Kara verlässt Josh, da er darauf besteht, seinen Glauben an Gott zu bekennen.
Radisson gibt Josh zwanzig Minuten am Ende der ersten drei Vorlesungen für einen Gottesbeweis. In der ersten Stunde präsentiert Josh seinen Beweis, dass Gott das Universum erschaffen hat. In der zweiten Stunde argumentiert Josh, dass die Begründung der Makroevolution nicht so solide ist, wie sie präsentiert wird. In den ersten beiden Stunden hat Radisson Gegenargumente für einige von Joshs Argumenten. Schließlich kommt es zur dritten und letzten Debatte zwischen Radisson und Josh; beide haben überzeugende Argumente. Dann fragt Josh Radisson: „Warum hassen Sie Gott?“ Nachdem Josh die Frage zweimal wiederholt hat, explodiert Radisson vor Wut und sagt, dass er Gott für den Tod seiner Mutter hasst, der ihn allein zurückgelassen hat, ungeachtet seiner Gebete. Danach fragt Josh Radisson beiläufig, wie er jemanden hassen kann, der nicht existiert. Am Ende erhebt sich Martin, ein Student aus der Volksrepublik China, dessen Vater ihm verboten hat, überhaupt von Gott zu reden, um die Chance von Martins Bruder, im Ausland zu studieren, nicht zu gefährden, und sagt: „Gott ist nicht tot“. Fast die ganze Klasse folgt Martins Beispiel und Radisson verlässt den Raum.
Radisson datet Mina, eine evangelikale Frau, die er vor seinen atheistischen Kollegen abwertet. Ihr Bruder Mark, ein erfolgreicher Geschäftsmann und Atheist, weigert sich, seine Mutter zu besuchen, die an Demenz leidet. Marks Freundin Amy ist eine linke Bloggerin, die kritische Artikel über Duck Dynasty schreibt. Als bei ihr Krebs diagnostiziert wird, verlässt Mark sie. Eine muslimische Studentin namens Ayisha konvertiert heimlich zum Christentum und wird von ihrem Vater verstoßen, als er davon erfährt.
Nach der letzten Debatte lädt Josh Martin ein, ein Konzert der christlichen Pop-Rock-Gruppe Newsboys zu besuchen. Radisson liest einen Brief seiner verstorbenen Mutter und möchte sich mit Mina versöhnen. Amy konfrontiert die Newsboys in ihrem Umkleideraum, nur um sie zu fragen, ob sie ihr dabei helfen können, zum Christentum zu konvertieren. Auf seinem Weg zu Mina wird Radisson von einem Auto angefahren und tödlich verletzt. Reverend Dave, der an der Kreuzung wartet, hilft ihm, ein Christ zu werden, bevor er stirbt.
Die Hauptfiguren des Films kommen alle beim Newsboys-Konzert zusammen, wo ein Videoclip von Willie Robertson abgespielt wird, der Josh gratuliert. Die Newsboys spielen ihren Song „God’s Not Dead“, den sie Josh gewidmet haben.

## Produktion
Der Film wurde von Oktober bis November 2012 in Baton Rouge (Louisiana) gedreht, die Konzertszene in Houston (Texas).
Russell Wolfe, der CEO von Pure Flix Entertainment, erklärte, dass

„die Inspiration hinter der Umgebung des Films ein paar Jahre zurückliegt. Ich war in einem Meeting bei Pinnacle Forum und Alan Sears von Alliance Defending Freedom sprach gerade. Er sprach über ein junges Mädchen, das gebeten wurde, einige Sachen zu machen, die ihrem Glauben widersprachen, und Ärger bekam, wenn sie sie nicht machte. Diese Geschichte faszinierte mich und brachte mich zum Nachdenken, wie viele Studenten als Christen zum College kommen und wie wenige nach ihren vier Jahren immer noch Christen sind. Es war diese Geschichte, die mich dazu inspirierte, den Film auf einem Collegegelände zu drehen.“

Die Filmmusik wurde am 3. März 2014 von Inpop Records veröffentlicht.

## Rezeption

### Kinokasse
Der Film war ein überraschender Erfolg an der Kinokasse. Am ersten Wochenende nach der Veröffentlichung erhielt der Film 8,6 Millionen Dollar von 780 Kinos, was dazu führte, dass Adam Markovitz von Entertainment Weekly ihn als „die größte Überraschung des Wochenendes“ bezeichnete. Während dieser Woche belegte es Platz drei hinter Divergent und Muppets Most Wanted in der Kinokasse mit 9,2 Millionen Dollar.
Der Film begann seine internationale Einführung in Mexiko am 4. April 2014, wo der Film 89.021 Dollar in der ersten Woche einspielte. God’s Not Dead erbrachte 60,8 Millionen Dollar in Nordamerika und 3,9 Millionen Dollar in anderen Gebieten, was eine Summe von insgesamt 64,7 Millionen Dollar ergibt, gegen ein Budget von 2 Millionen Dollar. Ende 2014 stand God’s Not Dead auf dem 93. Platz in Bezug auf das weltweite Bruttosozialprodukt und endete mit 64,7 Millionen Dollar weltweit.

### Kritiken
Auf Rotten Tomatoes erhielt der Film eine Bewertung von 14 %, basierend auf 21 Rezensionen, mit einer Durchschnittsbewertung von 2,7/10. Auf Metacritic erreichte der Film ein Ergebnis von 16 von 100, basierend auf sechs Kritiken, darunter ein überwältigendes „Dislike“. Auf filmstarts.de erhielt der Film 2,9/5 bei der User-Wertung bei 20 Wertungen und 14 Kritiken (Stand Juni 2020). Auf Amazon erhielt der Film bei den Kundenrezensionen 4/5 Punkte, bei insgesamt 3.497 Bewertungen (Stand Juni 2020). Auf IMDb erhielt er bei den Benutzer Bewertungen 4,7/10 bei 39.582 Abstimmungen (Stand Juni 2020).
Todd Van Der Werff, der für The A.V. Club schreibt, gab dem Film ein „D–“ und sagte: „Sogar bei eher schlechten Standards der christlichen Filmindustrie ist God’s Not Dead ein Desaster.“ Kritiker Scott Foundas von Variety schrieb: „selbst bei einer großzügigen Bewertung ist dieses schrille Melodrama über die heimtückischen Versuche des Universitätssystems von Amerika, wahre Gläubige auf dem Campus zum Schweigen zu bringen, so subtil wie ein Stapel von Bibeln, die auf deinen Kopf fallen“. Einige Quellen und Blogs zitieren die Ähnlichkeiten des Films mit einer beliebten Großstadtlegende: Ein evangelikaler Student, der mit einem atheistischen Professor debattiert und vor der Klasse gewinnt (die dann applaudiert), war das Thema eines populären Chick tracts.

### Evangelische und römisch-katholische Reaktion
Alliance Defending Freedom, American Heritage Girls, Faith Driven Consumer, Denison Forum on Truth and Culture, Trevecca Nazarene University, The Dove Foundation und Ratio Christi haben den Film unterstützt.
Auf der anderen Seite hat das „Ministerium für Apologetiker“ des Junge-Erde-Kreationismus, Answers in Genesis, den Film wegen seiner Förderung mehrerer Elemente, die es für unbiblisch erachtet, nicht unterstützt.
Dave Hartline von The American Catholic gab God’s Not Dead eine positive Bewertung und hoffte, dass andere Filme wie dieser folgen werden. Nick Olszyk von Catholic World Report gab ihm seine höchste Bewertung und nannte den Film „einen unglaublich unterhaltenden Film, der zu Gott führt, nicht zusätzlich zu seiner Qualität, sondern durch seine Qualität“. Vincent Funaro von The Christian Post lobte den Film, er sei „ein Erfolg für Gläubige und könnte sogar Skeptiker ansprechen, die nach Antworten suchen“.
Protestant Michael Gerson jedoch war sehr kritisch gegenüber dem Film und seiner Botschaft und schrieb: „Das Hauptproblem mit God’s Not Dead ist nicht seine Kosmologie oder Ethik, sondern seine Anthropologie. Er setzt voraus, dass Menschen aus Klischees gemacht sind. Akademiker sind arrogant und grausam. Liberale Blogger sind eingebildet und schnippisch. Ungläubige glauben nicht wegen persönlicher Dämonen. Es ist Charakterisierung durch Karikatur.“ John Mulderig äußerte ähnliche Bedenken in seiner Rezension für den Catholic News Service: „Es könnte der Kern eines faszinierenden Dokumentarfilms sein, der in Harold Cronks Drama versteckt ist, angesichts des Ausmaßes der tatsächlichen akademischen Feindseligkeit gegenüber der Religion. Aber selbst gläubige Kinogänger werden die Klaustrophobie der Echokammer spüren, in der sich dieses weitgehend unrealistische Bild entfaltet.“
Roger Patterson von Answers in Genesis, der für Christian Reviews schrieb, gab dem Film 3½ von 5 Sternen und merkte an, dass „Klischees schwer sterben“, kam aber zu dem Schluss, dass „ein kluger und reifer Christ den Film als Unterrichtsmöglichkeit nutzen kann“.

## Fortsetzungen
Pure Flix Entertainment produzierte eine Fortsetzung, Gott ist nicht tot 2, die am 1. April 2016 veröffentlicht wurde, einige Tage nach Ostern. Ein dritter Gott ist nicht tot-Film, Ein Licht in der Dunkelheit, kam am 30. März 2018 heraus. Im Oktober 2021 folgte Gott ist nicht tot 4 – Wir sind das Volk. Der fünfte Teil der Filmreihe (God's not dead: Rise Up) soll 2023 erscheinen.